# (12799) von Suttner
Pour les articles homonymes, voir Suttner.
(12799) von Suttner est un astéroïde de la ceinture principale.

## Description
(12799) von Suttner est un astéroïde de la ceinture principale. Il fut nommé en honneur de Bertha von Suttner. Il fut découvert le 26 novembre 1995 à l'observatoire Kleť par l'observatoire Kleť. Il présente une orbite caractérisée par un demi-grand axe de 2,44 UA, une excentricité de 0,14 et une inclinaison de 1,7° par rapport à l'écliptique.

## Compléments